# Рушанська мова
Рушанська мова — памірська мова, найближчий родич шугнанської мови, іноді розглядається як діалект останньої. На ній розмовляють рушанці.